# Vinyl 2
Vinyl #2 — второй студийный альбом российской певицы Zivert, выпущенный 8 октября 2021 года на лейблах Первое музыкальное и СЕМЬЯ.

## Критика
| Оценки критиков | Оценки критиков |
| Источник        | Оценка          |
| --------------- | --------------- |
| InterMedia      | 7/10            |

Комментируя содержание альбома, Алексей Мажаев, рецензент интернет-издания InterMedia, отметил трек «DEL MAR» «типичным поп-шлягером-2021», но удивился, что синглы «На фарт» и «Турист» далеки от лидерских позиций в чартах, ведь, по его мнению, эти песни являются «более-менее цельными». Также критик отметил неординарность хитов «Три дня любви» и «Forever Young»: «местами радуют, местами раздражают».

## Список композиций
| №                   | Название                        | Длительность |
| ------------------- | ------------------------------- | ------------ |
| 1.                  | «Рокки»                         | 2:57         |
| 2.                  | «CRY»                           | 3:46         |
| 3.                  | «DEL MAR»                       | 3:40         |
| 4.                  | «Тебе»                          | 4:34         |
| 5.                  | «Три Дня Любви»                 | 3:11         |
| 6.                  | «Forever Young» (совм. с LYRIQ) | 3:00         |
| 7.                  | «Не фарт» (совм. с Бо)          | 3:04         |
| 8.                  | «Турист»                        | 3:21         |
| 9.                  | «Два туриста» (совм. с Wiwo)    | 3:21         |
| 10.                 | «Тишина»                        | 4:03         |
| 11.                 | «Многоточия»                    | 3:27         |
| 12.                 | «ЯТЛ»                           | 3:43         |
| Общая длительность: | Общая длительность:             | 40:07        |

## Чарты
| Чарт (2021)          | Высшая позиция |
| -------------------- | -------------- |
| Литва (AGATA)        | 20             |
| Россия (Apple Music) | 1              |